# Pelahustán
Pelahustán è un comune spagnolo di 349 abitanti situato nella comunità autonoma di Castiglia-La Mancia.